# Kalidium foliatum
Kalidium foliatum är en amarantväxtart som först beskrevs av Pall., och fick sitt nu gällande namn av Horace Bénédict Alfred Moquin-Tandon. Kalidium foliatum ingår i släktet Kalidium och familjen amarantväxter. Inga underarter finns listade i Catalogue of Life.